# Martin Kasal
Martin Kasal (* 23. července 1971, Duchcov) je český kulturista a mistr světa v kulturistice federace NABBA a po roce 2009 i absolutní Mr.Universe .

## Život
Kulturistice se věnuje od svých 19 let. Zpočátku soutěžil za Apolo Most, nyní závodí za fit centrum svého švagra Milana Suchého.
Mezi jeho nejznámější finanční sponzory patřila Česká spořitelna.

## Historie soutěží
| Rok  | Název soutěže                    | Váhová kategorie | Umístění | Poznámka |
| ---- | -------------------------------- | ---------------- | -------- | -------- |
| 1994 | OP Příbram                       | ?                | 1.       |          |
| 1995 | KP Děčín                         | ?                | 1.       |          |
| 1996 | Nominační závod na MS Praha      | ?                | 3.       |          |
| 2004 | Mistrovství Čech                 | nad 90 kg        | 1.       |          |
| 2004 | Oblastní přebor Hrádek nad Nisou | nad 90 kg        | 1.       |          |
| 2004 | Sever Čech muži a ženy           | nad 90 kg        | 1.       |          |
| 2004 | Mistrovství České republiky      | nad 90 kg        | 2.       |          |
| 2004 | Řezno - Německo 2004             | nad 90 kg        | 1.       |          |
| 2006 | Mistrovství světa Ostrava        | do 100 kg        | 3.       | IFBB     |
| 2007 | Mistrovství světa Malta          | do 178 cm        | 1.       | NABBA    |
| 2009 | Mistr UNIVERSE Velká Británie    | do 178 cm        | 1.       | NABBA    |